# Lorelei Linklater
Lorelei Grace Linklater (* 29. Mai 1994 in San Miguel de Allende, Mexiko) ist eine US-amerikanische Schauspielerin.

## Leben
Linklater ist die Tochter des Regisseurs Richard Linklater und dessen Frau Christina Harrison.
Ihr Schauspieldebüt gab sie 2001 unter der Regie ihres Vaters in Waking Life. Danach spielte sie über einen Zeitraum von 12 Jahren an der Seite von Ellar Coltrane erneut unter der Regie ihres Vaters. Der dabei entstandene Film Boyhood lief in Deutschland erstmals im Wettbewerb der Internationalen Filmfestspiele Berlin 2014, bei dem ihr Vater für ihn den Silbernen Bären für die beste Regie erhielt.

## Filmografie (Auswahl)
- 2001: Waking Life
- 2007: The Substitute (Kurzfilm)
- 2014: Boyhood
- 2016: Occupy, Texas
- 2017: Bomb City
- 2017: When We Burn Out
- 2018: Anywhere With You
- 2019: After the Night with Valerie
- 2019: Hard Water
- 2022: Teenage Vampire 2
- 2022: The Squad: Rise of the Chicano Squad
- 2023: Mission from Outer Space 2037
- 2023: Old Man Jackson
- 2024: Amityville Bigfoot
- 2024: American Trash
- 2024: Huggin Molly
- 2024: Camp Blood 9 – Bride of Blood
- 2024: Desert Fiends